# L'ultima avventura di Philo Vance
L'ultima avventura di Philo Vance (titolo originale The Winter Murder Case) è un romanzo poliziesco del 1939 di S.S. Van Dine, dodicesimo e ultimo della serie che vede protagonista l'investigatore dilettante, critico d'arte e collezionista Philo Vance.

## Storia editoriale
Come spiegato nella prefazione di Maxwell Perkins, al momento della sua morte nell'aprile del 1939 Van Dine aveva completato la seconda delle tre fasi di stesura nelle quali suddivideva il processo di creazione dei suoi romanzi. "Questa seconda fase... era lunga circa 30.000 parole, e mancava solo dell'elaborazione finale dei personaggi, dei dialoghi e dell'atmosfera. The Winter Murder Case rappresenta questa fase nel progresso di S.S. Van Dine verso il suo completamento, e se la trama si muove più rapidamente verso il culmine rispetto ai libri precedenti, è per questa ragione."
Il libro era stato scritto già in previsione di un adattamento cinematografico, per una pellicola che avrebbe dovuto lanciare la carriera di attrice della famosa pattinatrice Sonja Henie. Il personaggio di Ella Gunthar è modellato sulle caratteristiche della Henie.

## Trama
Il ricco collezionista di smeraldi Carrington Rexon si rivolge, tramite il suo amico John F.X. Markham, procuratore distrettuale di New York, al famoso esteta e investigatore dilettante Philo Vance, invitandolo presso la sua tenuta di campagna nel Massachusetts. Rexon vuole che Vance tenga d'occhio una compagnia eterogenea di amici di suo figlio Richard, appena rientrato dall'Europa, e della sua nuova fidanzata Carlotta Naesmith, una ragazza dell'alta società. La presenza di Vance non impedirà che si verifichino due omicidi e che i preziosi smeraldi di Rexon vengano rubati. L'investigatore, tuttavia, risolverà il mistero, smascherando il colpevole.

## Personaggi Principali
- Philo Vance - investigatore dilettante
- John F.X. Markham - procuratore distrettuale di New York
- Carrington Rexon - ricco collezionista
- Joan Rexon - sua figlia
- Richard Rexon - suo figlio
- Ella Gunthar - dama di compagnia di Joan
- Carlotta Naesmith - nota bellezza dell'alta società
- Dottor Loomis Quayne - medico di famiglia dei Rexon
- Jacques Bassett - amico di Richard Rexon
- Eric Gunthar - padre di Ella Gunthar, custode della tenuta Rexon
- Marcia Bruce - governante dei Rexon
- Il vecchio Jed l'Eremita - ex custode della tenuta Rexon
- Tenente O'Leary - della polizia di Winewood
- Lief Wallen - sorvegliante della tenuta Rexon
- Guy Darrup - carpentiere nella tenuta Rexon
- John Brander - coroner
- Higgins - maggoiordomo dei Rexon

Ospiti nella tenuta Rexon:
- Dahlia Dunham - attivista politica
- Sally Alexander - cantante e imitatrice
- Beatrice Maddox - famosa aviatrice
- Stanley Sydes - esploratore e cercatore di tesori
- Pat McOrsay - pilota automobilistico
- Chuck Throme - fantino

## Critica
"Questo è l'ultimo lavoro di Van Dine, rimasto allo stato di abbozzo semi-espanso al momento della sua morte. Philo Vance è ancora il detective, ma le note pseudo erudite non sono in risalto [...] In effetti, questo libretto è una lettura piacevole."

## Edizioni
- S.S. Van Dine, L'ultima avventura di Philo Vance, collana I capolavori dei Gialli Mondadori, Mondadori, 1963.